# Lucian-Liviu Albu
Lucian-Liviu Albu (n. 7 august 1951, București, România) este un economist român, ales ca membru corespondent al Academiei Române din 2009 și membru titular din 2013. Este director al Institutului de Prognoză Economică din cadrul Academiei Române. 
Specialist în câteva domenii economice (modelare economică și prognoză, macroeconomie, creștere economică și convergență, economie informală și evaziune fiscală, piețe financiare, evaluare a politicilor economice, capitalul uman și piața muncii, dezvoltare regională și economie spațială, economie industrială și competitivitate), a publicat în calitate de autor, singur sau în colaborare, peste 50 de cărți și peste 300 de articole și studii, apărute în prestigioase reviste științifice din țară și din străinătate. Prin numărul de publicații și citări se plasează pe primele locuri în România, la principalele baze bibliografice pentru domeniul economic (Scopus, Web of Science, IDES-RePEc, Google Academic, WorldCat etc.).

## Carieră profesională și științifică:
A absolvit liceul „Dimitrie Bolintineanu” din București, apoi Facultatea de Cibernetică Economică și Statistică de la Academia de Studii Economice din București în anul 1977. În 1991 și-a susținut teza de doctorat Raportul Industrie-Agricultură și Dezvoltarea Economică la Institutul Național de Cercetări Economice din cadrul Academiei Române.
După ce și-a efectuat stagiul de econimist și șef al Oficiului de Calcul a unei întreprinderi industriale, în 1981 devine cercetător științific în cadrul Institutului Național de Cercetări Economice. Este co-coordonator al Programului fundamental al Academiei Române “Teorii și modele avansate de analiză și prognoză economică” și Președinte al Comisiei de Cibernetică Socio-Economică a Academiei Române în perioada 2003-2010. Din 2001 este Coordonator de Doctorat la Școala de Studii Avansate a Academiei Române (SCOSAAR). În sistemul de cercetare al Academiei Române a deținut funcțiile de Șef Sector (Corelații macroeconomice) la Institutul de Cercetare a Relațiilor Inter-ramuri și a Structurilor Industriale (fostul Institut de Economie a Industriei) din cadrul Institutului Național de Cercetări Economice (1990-1993) și de Secretar Științific al INCE (1993-1995). Începând din 1998 este Directorul Institutului de Prognoză Economică.
În 2000 a fost Ministrul Muncii și Protecției Sociale în Guvernul Isărescu, iar în perioada 2010-2019 a fost membru al primului Consiliu Fiscal din România. În perioada 2009-2015 a fost reprezentantul României în „Network of experts in the field of gender equality“, EC - DG Justice.
Cariera didactică a debutat în 1987, ca lector la ASE București, continuată ca profesor (Macroeconomie, Econometrie, Finanțe, Cibernetică economică, Modelare și Prognoză) la ASE (1998), Universitatea Ecologică (2005) și Universitatea Hyperion (2009).
A obținut numeroase proiecte prin competiție de la Uniunea Europeană și alte organisme internaționale (Banca Mondială, ONU, USAID, Fondul Belgian pentru Cercetare Științifică, Fondul Flamand pentru Cercetare, British Academy, CINADCO, GDN etc.), precum și în cadrul schimburilor externe ale AR. A beneficiat de două stagii de cercetare de lungă durată câștigate prin proiecte ale UE, la  Sorbona, CEPREMAP, 1995 (Felow Researcher), și respectiv la Universitatea din Leicester, CEES, 1997-1998 (Honorary Visiting Professor) și a colaborat cu prestigioși profesori și cercetători din occident (inclusiv cu laureați ai premiului Nobel pentru economie), participând la peste 100 conferințe internaționale (inclusiv ca invitat special) și peste 80 burse, granturi și stagii de cercetare (din care 30 în cadrul schimburilor inter-academice), la institute și universități prestigioase din străinătate (majoritatea din UE, China, Elveția, Islanda, Israel, Rusia, SUA, Taiwan și Turcia).
Este membru în mai multe organizații naționale și internaționale: EcoMod - Global Economic Modeling Network, Brussels (2006); Expert național, EGGE, European Union (2010); Academia Europaea (The Academy of Europe) (2016); GLO - Global Labor Organization, Berlin (2018); EBES - Eurasia Business and Economics Society (2018) etc.
A obținut mai multe premii și distincții importante: Premiul „Costin Murgescu” al Centrului International Ecumenic și BNR (1999); Premiul „Petre S. Aurelian” al Academiei Române (2000); Premiul AGER - Asociația Generală a Economiștilor din România (2012); Meritul Academic, Academia Română (2016).
Este fondator și editor al revistei Romanian Journal of Economic Forecasting, din 2000 (din 2007 prima revistă ISI pentru economie din România), membru fondator al Business-VIP Magazine, membru în colegiile de redacție și referent al unor publicații de profil române și străine: Economic Thought Journal, Oeconomica, International Journal of Transdisciplinary Research, Revista de Economie și Mediu, Journal of Economic Computation and Economic Cybernetics Studies and Research, Studies in Business and Economics, Revista Economică, Economic Modelling, Economics of Transition, Studii și Cercetări de Calcul Economic și Cibernetică Economică, Romanian Statistical Review, Hyperion International Journal of Econophysics and New Economy, Working Papers of Institute for Economic Forecasting, Working Papers of Macroeconomic Modelling Seminar, Romanian Economic Journal” etc.

## Domenii de cercetare științifică
- Teoria economică modernă și macroeconomie non-lineară (teoria dezechilibrelor; tipologia politicilor macroeconomice; teoria stagflației și curba Phillips trunchiată; funcția sustenabilității datoriei publice; modelarea ciclurilor endogene; aplicații ale teoriei generale a discontinuității; modelarea dinamicii structurilor economice pe stadii; teoria convergenței economice; relația inflație-șomaj; atractori în sistemele economice)[necesită citare]

- Modele ale economiei informale și evaziunii fiscale (dezvoltări teoretice și modele cantitative privind estimarea dimensiunii economiei ascunse și a evaziunii; endogenizarea probabilității de detecție în modelul general al strategiei de optimizare a evaziunii fiscale; maximizarea venitului disponibil pentru plătitorii de taxe; modelul distribuției spațiale a economiei informale, în cadrul UE și la nivel național; economia informală ca funcție de venit)[necesită citare]

- Dezvoltare economică și eficiență (metode și modele cantitative de estimare a eficienței economice și a impactului modificărilor structurale; distribuția în spațiu a variabilelor economice fundamentale; cuantificarea contribuției factorilor la creșterea economică; estimarea distribuției pe grupe de vârstă a capitalului fix; estimarea impactului “noii economii”; sistemul de sănătate și creșterea economică; fenomenul îmbătrânirii populației și efectele migrației; modelarea corelației inflație - șomaj - creștere economică; modelarea corelației rata dobânzii - rata investirii - ritmul creșterii economice; corelația nivel de dezvoltare - consum energetic - emisii de CO2)[necesită citare]

- Econometrie și prognoză (dezvoltări noi în aplicarea modelării stohastice și nestohastice în economie; estimarea dimensiunii fractale a seriilor dinamice, a exponentului Hurst și a exponenților Liapunov; distribuția spațială și econometria spațială; modelarea ciclurilor economice; modele de prognoză pe termen mediu și lung; modele de analiză și prognoză utilizând serii cu frecvență înaltă și indicatorii compoziți; modelarea mecanismelor de creștere în cazul economiilor aflate în tranziție)[necesită citare]

## Viață personală
Este căsătorit și are 2 copii.

## Lucrări publicate
- 2005 "Dezvoltarea durabilă în România. Modele și scenarii pe termen mediu și lung" (Ed. Expert, București) - în colaborare cu Emilian Dobrescu
- 2002 "Macroeconomie non-lineară și prognoză – Teorie și aplicație" (Academia Română, Editura Expert, București)
- 2000 "Economie politică – Elemente fundamentale de economie politică modernă" (Editura Ecologică, Societatea Ateneul Român, Universitatea Ecologică București)
- 1998 Tranziția economiei sau tranziția științei economice? (SOREC, IRLI, Editura Expert, București)
- 1997 Strain and inflation-unemployment relationship in transitional economies: a theoretical and empirical investigation (monograph), CEES Working Papers, University of Leicester, Centre for European Economic Studies[6]
- 1996 Quantitative models for estimating underground economy and applications, Association de Comptabilité Nationale, Université de Paris - I, ACN-INSEE[7]
- 1995 Underground Economy and Fiscal Policies Modeling (monograph), CEPREMAP Working Papers, Université de Paris I, Centre d'Etudes Prospectives d'Economie Mathematique Appliquées à la Planification[8]
- 1995 Marketization, Restructuring and Competition in Transition Industries of Central and Eastern Europe, Avebury UK, Aldershot - Brookfield USA, Hong Kong, Singapore, Sydney[9]
- 1991 Le rapport industrie - agriculture et le développement économique, Institutul de Cercetări Economice[10]

## Vezi și
- Lista membrilor Academiei Române